# 西海固

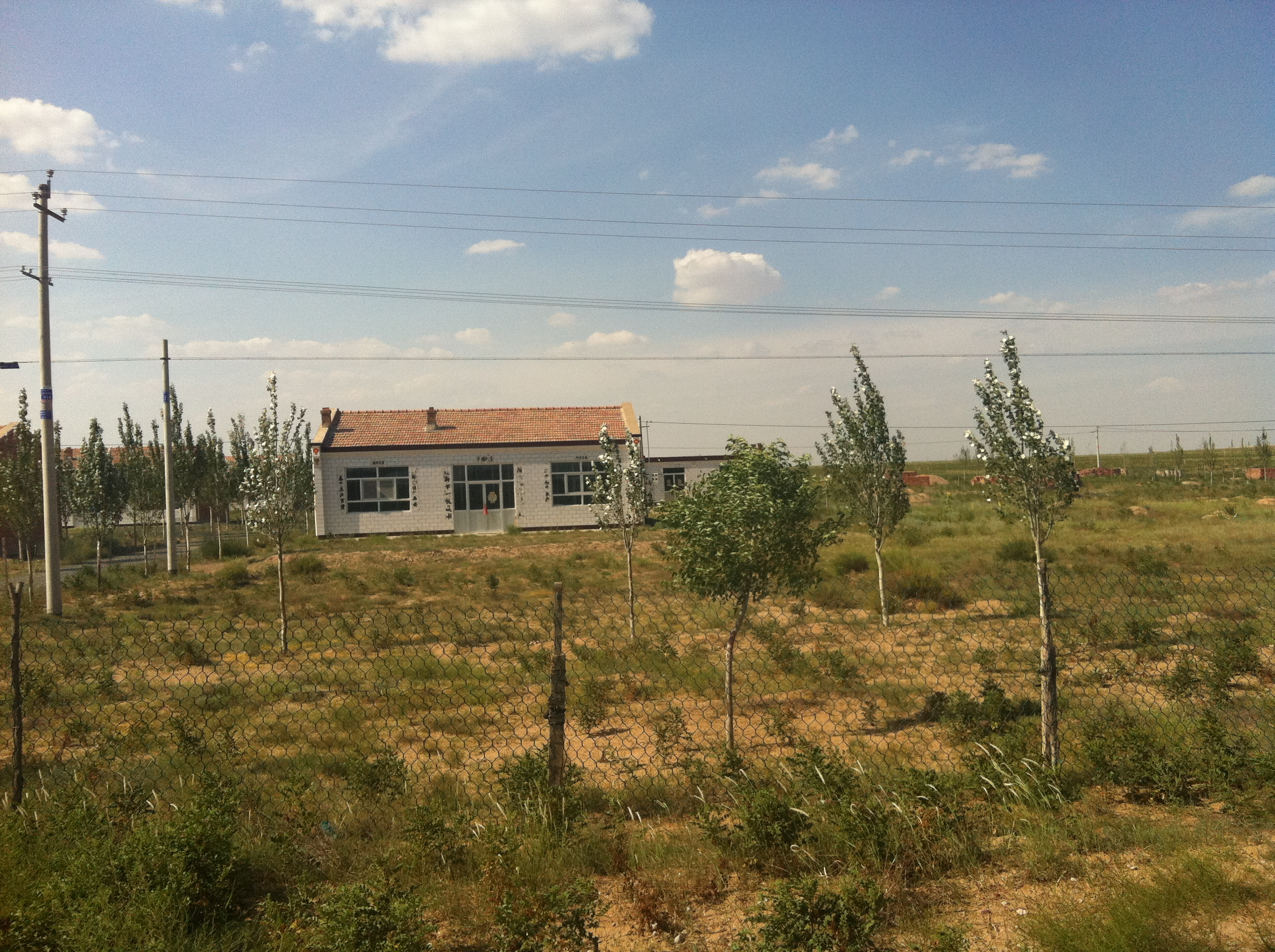
西海固當地俗話「風吹石頭跑，地上不長草，天上沒隻鳥」

西海固是位于宁夏回族自治区中南部的一个地区，是西吉县、海原县和固原县三县县名首字的简称，该地区囊括了固原市原州区、西吉县、隆德县、彭阳县、泾源县，中卫市海原县以及吴忠市同心县、盐池县、红寺堡区9个县区。西海固地区被联合国世界粮食计划署确定为全球最不适宜人类居住的地区之一，也是中国最干旱的地区。
清代大臣左宗棠在上奏同治帝的奏折中，评价西海固：“苦瘠甲于天下。”
1953年设立西海固回族自治区（地级），属甘肃省。1955年撤销改设固原回族自治州。现已被设立的地级市固原市所取代。原西海固地区大体包括现今的固原市以及隶属于中卫市的海原县。
2020年11月16日，宁夏回族自治区人民政府宣布，固原市西吉县退出贫困县序列。这标志着曾有“苦甲天下”之称的西海固地区从此告别绝对贫困。
| 总户数43.74万户 （不包含海原县） | 户籍总人口155.3万人                | 户籍总人口155.3万人 |
| 总户数43.74万户 （不包含海原县） | 男80.03万人                        | 女75.27万人         |
| 農業人口130.92萬人               | 農業人口130.92萬人                 | 非农业人口24.38万人 |
| 人口出生率15.87‰                 | 人口自然增长率10.94‰               | 计划生育率84.11%    |
| 人口出生率15.87‰                 | 民用车辆18万辆                     | 貧困人口58萬人      |
| 人口出生率15.87‰                 | 回族人口71.81万人，占总人口的46.2% |                     |